# En bok om goda grannar
En bok om goda grannar är Stina Aronsons debutroman, utgiven 1921 på Bonniers förlag. Boken har aldrig återutgivits och finns således endast i originalupplaga.